# Aridea
Aridea (griego: Αριδαία; macedonio: С'ботско, S'botsko; búlgaro: Съботско) es una ciudad y un antiguo municipio en la unidad periférica de Pella, en Grecia. Desde la reforma del gobierno local de 2011 forma parte del municipio de Almopía, del cual es una unidad municipal. Fue la capital de la antigua eparquía de Almopía. Se encuentra en la esquina noroeste de la unidad periférica de Pella, bordeando la parte sur de Macedonia del Norte y la esquina noreste de la Unidad periférica de Flórina. Su superficie terrestre es de 562,910 km² (217,341 millas cuadradas). La población de Aridea propiamente dicha es de 7057, mientras que la de toda la unidad municipal es de 20 313 (censo de 2011). Sus otras ciudades más grandes son Prómachoi (población 1740), Sosándra (1078), Ápsalos (1121), Loutráki (1146), Polykárpi (1049), Tsákoi (961), Voreinó (766) y Χifianí (767). La unidad municipal se divide en 17 comunidades.

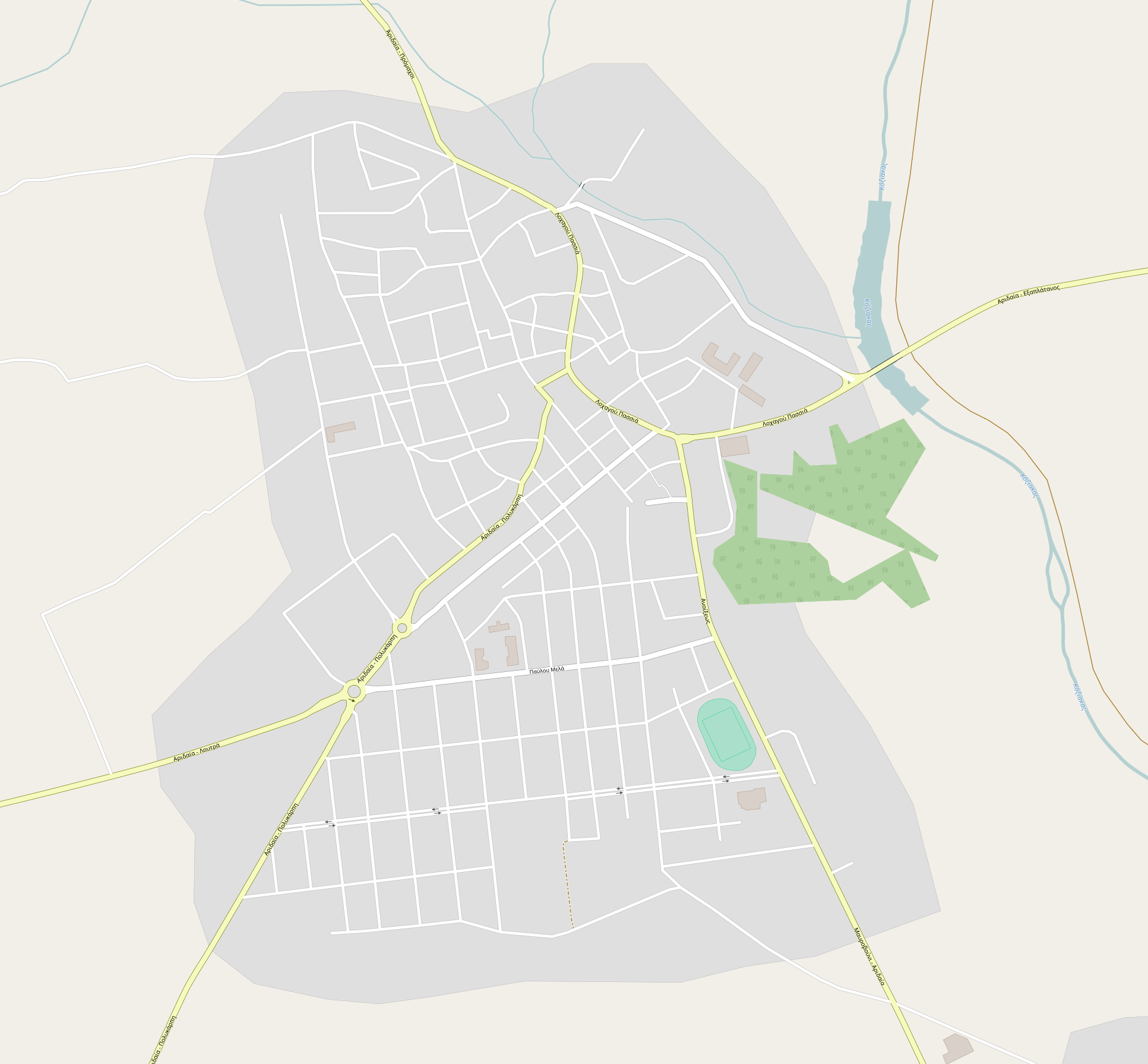
Mapa

La ciudad solía llamarse "Αρδέα" (Ardea).
El Departamento Municipal de Aridea incluye el asentamiento de Ydrea con una población de 600 habitantes.

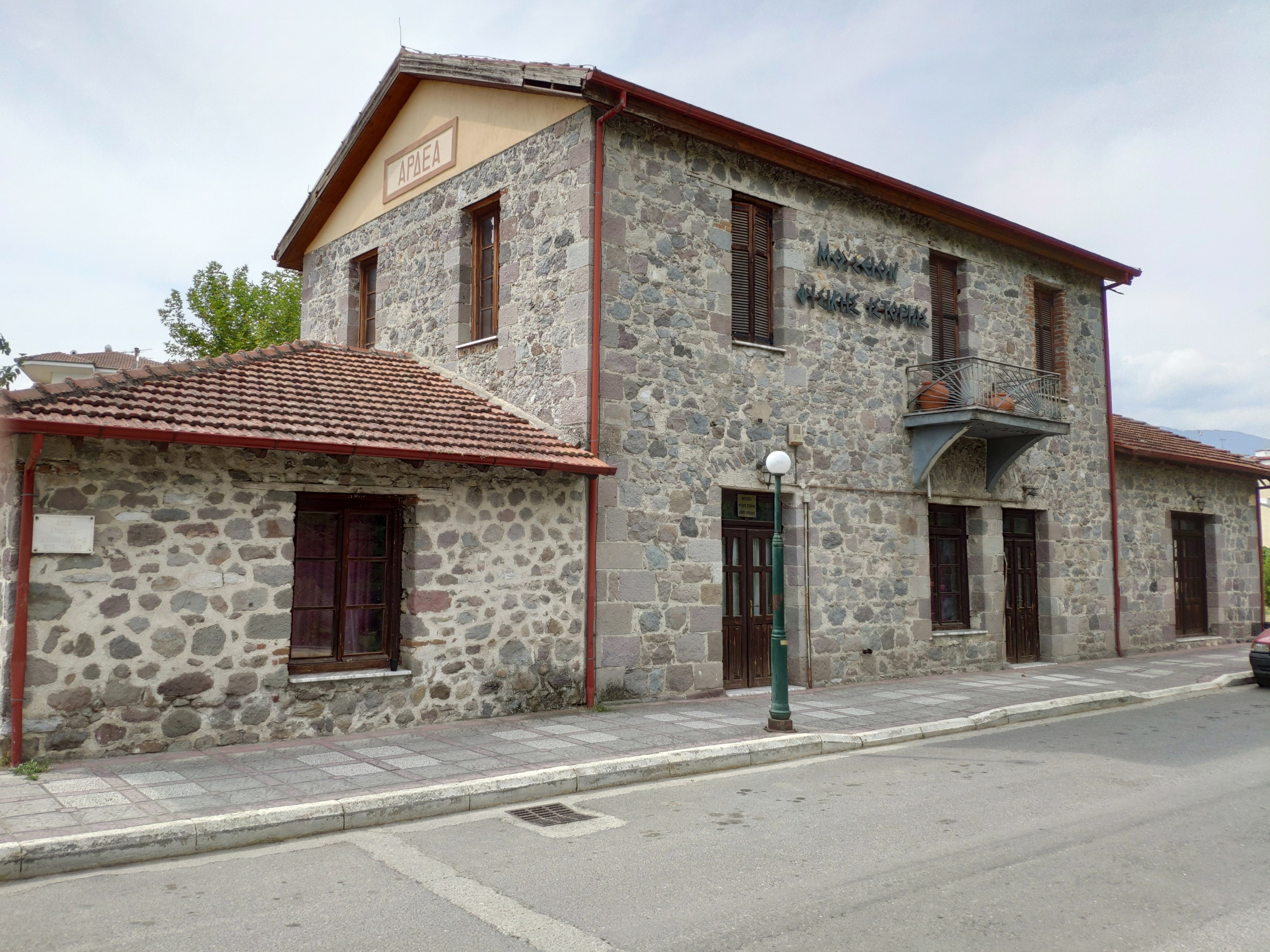
Antigua estación de tren (hoy museo)

Aridea fue liberada el 4 de noviembre de 1912, durante la Primera Guerra de los Balcanes, y comenzó a desarrollarse como ciudad después de la llegada de refugiados de Asia Menor.

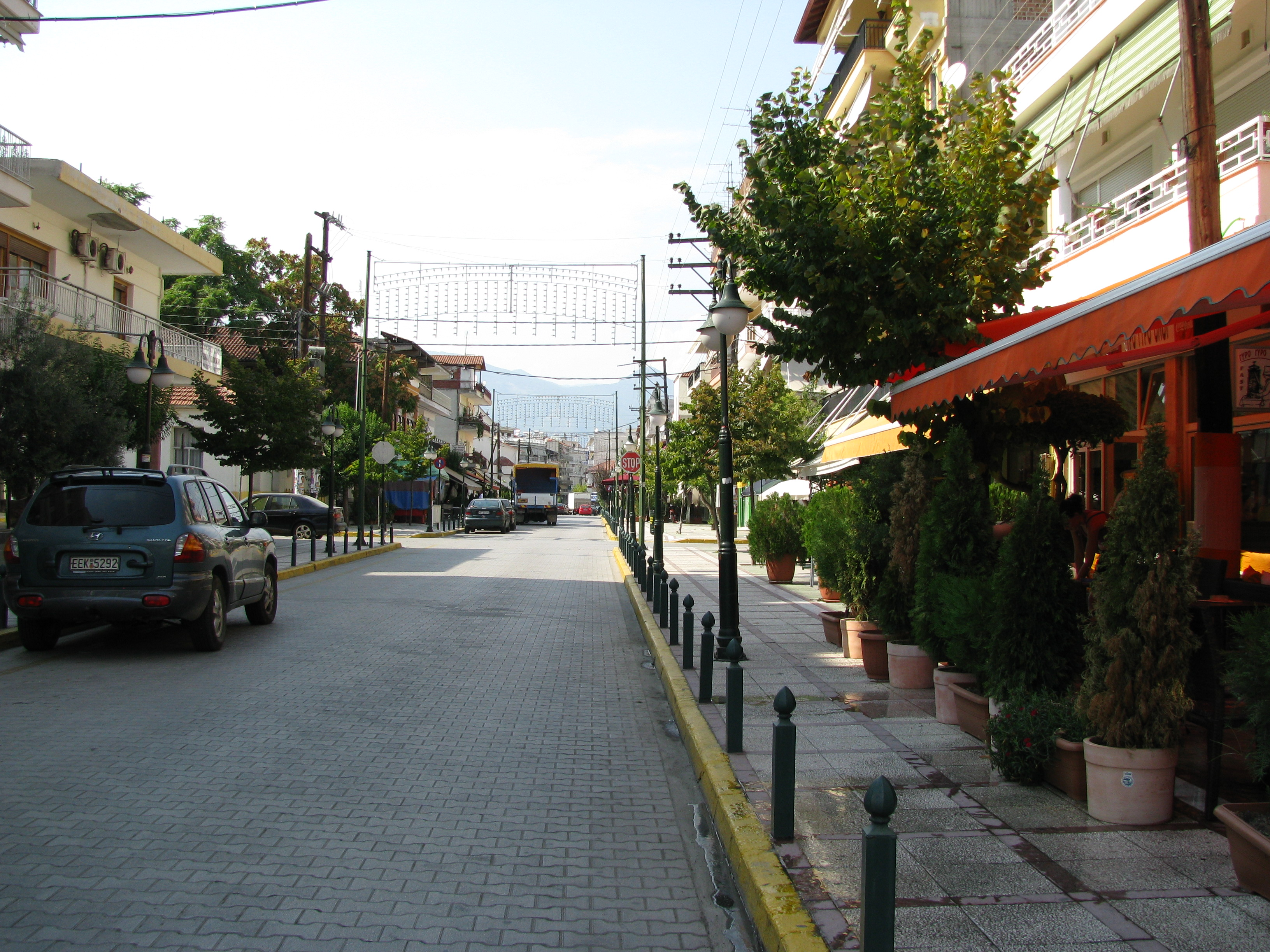
Una calle

## Etimología
Hay dos posibles etimologías del nombre Aridea. Una es que "Aridea", es una corrupción del antiguo nombre del pueblo "Ardea", que proviene del verbo "griego: Αρδεύω, lit. 'Irrigar', que se explica por los múltiples ríos, arroyos, acequias, etc. Otra explicación es que el nombre "Aridea" proviene de Filipo III Arrideo, medio hermano de Alejandro Magno.

## Sitios
A una distancia de 7 km de Aridea se encuentra el castillo bizantino de Chrysi que data del siglo VIII d. C. Al norte de Aridea se encuentra un Monasterio histórico, aunque no muy conocido, de la Provincia de Almopía, el Santo Monasterio de San Hilarión, obispo de Moglena. Este monasterio tiene como propietario y fundador al mismo San Hilarión, que fue un gran Jerarca de la Iglesia de Grecia en el siglo XII, que vivió y trabajó en la zona de la actual Almopía.
A 10 km de Aridea se encuentran los Balnearios de Pozar de impresionante belleza natural y aguas termales. Es un destino turístico con muchas infraestructuras y todas las comodidades en combinación con el Centro de Esquí Kaimaktsalan que geográficamente pertenece al municipio de Almopía. Junto a la villa turística de Loutraki, sede de Loutra Pozar, se encuentra la villa turística de Orma desde donde parte el camino hacia el Centro de Esquí.